# Glossopteris
Glossopteris is een geslacht van uitgestorven zaadvarens, dat de afmetingen van een boom kon bereiken. In nauwe zin is het een vormgeslacht, dat slechts op de bladeren van toepassing is. Tegenwoordig wordt de naam echter vaak voor de hele plant gebruikt.
Glossopteris is binnen de orde Glossopteridales het beste bekende geslacht. Glossopteris groeide tijdens het late Carboon en het Perm (300 - 250 miljoen jaar geleden) verspreid over Gondwana, het zuidelijke deel van het toenmalige supercontinent Pangea. Gondwana lag in die tijd rond de zuidpool, en de plant groeide op hoge breedtegraden.

## Kenmerken
Glossopteris was een houtige, zaaddragende boom- of struikgrote plant. De plant groeide vermoedelijk in zeer drassige bodem, vergelijkbaar met het tegenwoordige geslacht Taxodium. De grootste exemplaren konden vermoedelijk rond de dertig meter hoog worden. Dit is echter onzeker, omdat volledige exemplaren nooit gevonden zijn. De planten hadden waarschijnlijk zeer wijd uitgroeiende takken, als bij een kerstboom. Dit omdat ze voorkwamen op hoge breedtegraden, waar bomen veel oppervlak moeten hebben om genoeg licht op te vangen voor fotosynthese.
In tegenstelling tot naaldbomen, de tegenwoordig dominante boomsoort op hogere breedtegraad, had Glossopteris geen naalden maar langwerpige bladeren van twee tot dertig centimeter lang. In de herfst verloor de plant deze bladeren, en de fossielen ervan worden in dikke, seizoensgebonden pakketten gevonden. Uit de boomringen is bekend dat de boom tijdens het voorjaar en de zomer groeide, en tijdens de winter vrijwel niet.
Het binnenste van de stam bestond uit zachter materiaal, lijkend op dat bij de tegenwoordige apenboomfamilie. De zaden en het pollen groeiden in structuren die gedeeltelijk vast zaten aan de bladeren of (bij andere soorten) de bladoksels. Over de platte, zaaddragende structuren zijn de meningen verdeeld: sommige paleontologen menen dat het megasporofyllen (zaaddragende bladeren) waren, anderen zien er cladodieën in, bladachtige stengels die geen functie van bladeren hadden. Het is onbekend of Glossopteris één- of tweehuizig was.

## Taxonomie en evolutie
Vanwege de relatief eenvoudige vorm van de bladeren werd vroeger verondersteld dat de flora van zuidelijk Gondwana in het Vroeg-Perm zeer monotoon was en vrijwel alleen uit vergelijkbare Glossopteris bestond. Aan de hand van de zaaddragende structuren is echter ontdekt dat er wel degelijk verschillende soorten bestonden, elk met een eigen verspreidingsgebied.

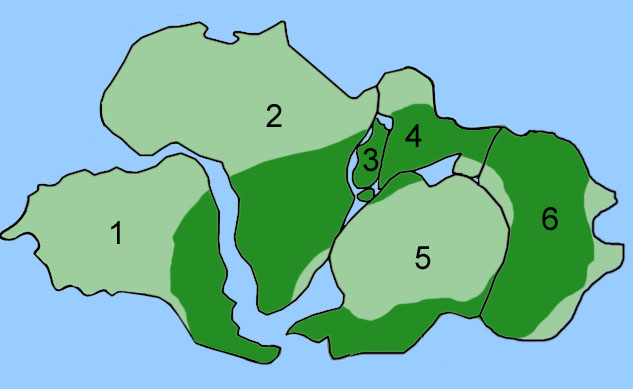
Voorkomen van Glossopteris over Gondwana. 1 Zuid-Amerika, 2 Afrika, 3 Madagaskar, 4 India, 5 Antarctica, 6 Australië.

Tegenwoordig zijn alleen uit India al meer dan zeventig soorten bekend, waarbij de soorten uit Zuid-Amerika, Australië, Antarctica, Afrika en Madagaskar nog eens opgeteld moeten worden.
De vroegste zaadvarens van de familie Glossopteridaceae verschenen rond de overgang tussen het Carboon en Perm, rond 299 miljoen jaar geleden. Ze verdwijnen uit het fossiele archief bij de Perm-Triasovergang (251 miljoen jaar geleden) en worden verondersteld te zijn uitgestorven tijdens de grote massa-extinctie die deze overgang kenmerkt. Enkele fossielen uit het alleronderste Trias van Nidpur in India lijken dit tegen te spreken, maar de datering van de betreffende lagen wordt niet algemeen betrouwbaar geacht.
In de eerste helft van de 20e eeuw zagen geleerden als Eduard Suess en Alfred Wegener dat de verspreidingsgebieden van Glossopteris over verschillende continenten als een legpuzzel in elkaar pasten, wanneer verondersteld werd dat de continenten ooit aan elkaar vast zaten. De verspreidingsgebieden van Glossopteris waren daarom een belangrijk argument voor continentverschuiving, destijds een hypothese met weinig aanhang.